# サン・ジミニャーノ歴史地区
サン・ジミニャーノ歴史地区はイタリアのコムーネ、サン・ジミニャーノにある中世の街並を残す地区。ユネスコの世界遺産（文化遺産）に登録されている。標高324m の丘の上にある塔の街として知られる。

## 概要
サン・ジミニャーノはローマ近くフィレンツェから 50km 程南に位置している。街の名前は398年になくなったモデナの司教、聖ジミニャーノからとられた。町の発展はフランチジェーナ街道の建設に始まる。地理的にフランチジェーナ街道とピサーナ街道の合流地点に位置する流通の主要拠点であり、また、聖ジミニャーノの遺物「指と指輪」が安置された聖堂への巡礼者が多く訪れる街として繁栄した。街は城壁で取り囲まれ、街そのものが裕福であったため芸術家が多く住まい、シエナ派の芸術家を多く輩出している。
1150年にコムーネとして成立。街には以前から防衛のための塔が建設されており、13世紀に入り街が繁栄したことで、貴族の権力の象徴としての塔建設が次々と行われ、50mを超える物を含む72もの塔が街内に建設された。教皇派と皇帝派に分かれて、より高く、美しい塔を建てることを貴族同士競い合った。当時は防衛や監視のためイタリアの他の都市でもこういった塔の建設が行われていた。
しかしその後、ペストの流行と内部での権力争いによって町が衰退し、1353年にフィレンツェ共和国に組み入れられる。一時はフィレンツェとシエナの前線基地とされたが1555年にシエナがフィレンツェに降伏し、さらにフランチジェーナ街道が利用されなくなったことで交通の拠点からも離れ、サン・ジミニャーノは廃れた街となった。他の多くの街では塔は不要なものとして解体され、街の再開発が行われたが、サン・ジミニャーノは経済的な余裕もなく、寂れていたため戦争などに巻き込まれることもなく、塔も町並みも13世紀から14世紀の状態を良く残している。現在残っている塔の数は14。街並、城壁を含めて地区として世界遺産に登録された。地区内には12世紀 - 14世紀頃に建設された建築物が林立している。

## 登録基準
この世界遺産は世界遺産登録基準のうち、以下の条件を満たし、登録された（以下の基準は世界遺産センター公表の登録基準からの翻訳、引用である）。
- (1) 人類の創造的才能を表現する傑作。
- (3) 現存するまたは消滅した文化的伝統または文明の、唯一のまたは少なくとも稀な証拠。
- (4) 人類の歴史上重要な時代を例証する建築様式、建築物群、技術の集積または景観の優れた例。

## 主な文化遺産

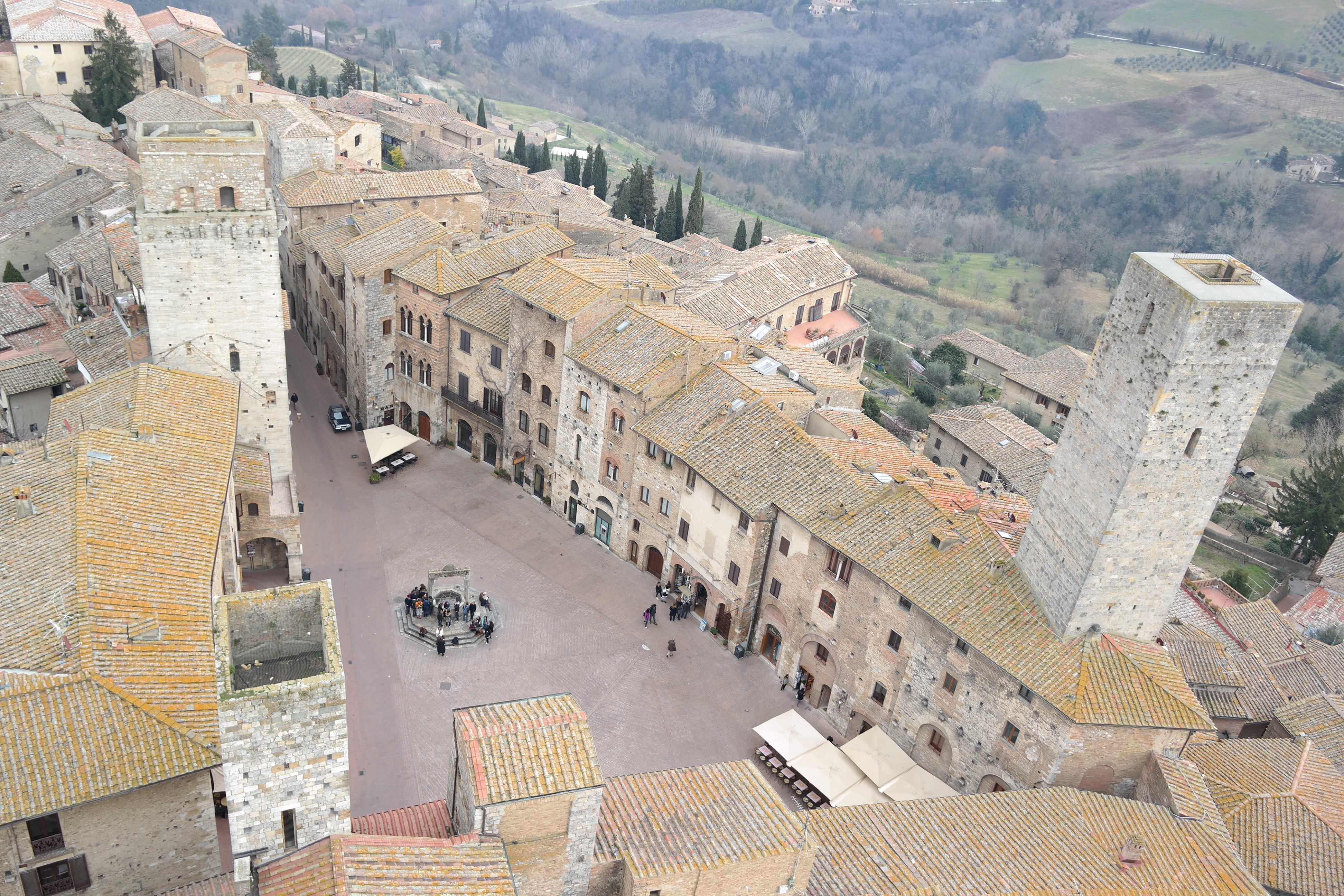
チステルナ広場

サン・ジョバンニ門1262年に建造された石組の中世城塞の門。石落としも現存。一般車は通行禁止。門は全部で5つあり、他はサン･マッテオ門、クェルレチェッキーノ門、フォンティ門、サン・イアコポ門という。
ドゥオーモ広場残っている塔のうち7つに囲まれた広場。ドゥオーモに面している街の中心地。
ドゥオーモ1148年、ローマ教皇エウゲニウス3世が建立。シエナ学派による多数の美術品が内部にある。主聖堂と聖女フィーナの祭壇の2つの部分からなる。聖女フィーナの祭壇は15世紀にあとづけされた物でジュリアーノ・ダ・マイアーノ設計。正面は19世紀に改装されている。以下に内部の美術品を記す。
- 『旧約聖書』- 左面壁画 バルトロ・ディ・フレーディ画
- 『新約聖書より（キリストの生涯）』- 右面壁画 バルナ・ダ・シエナ画
- 『受胎告知』、『大天使ガブリエル』 - 木像 ヤコポ・デッラ・クエルチャ
- 『最後の審判』 - 天井画 タッデーオ・ディ・バルトーロ画
- 『聖セバスティアーノの殉教』 - 天井画 ベノッツォ・ゴッツォリ画
- 『聖女フィーナに死の告知をする聖グレゴリウス』 、『聖女フィーナの葬儀』- 聖女フィーナの祭壇壁画 ドメニコ・ギルランダイオ画（右手告知、左手葬儀）

- 『聖女フィーナに死の告知をする聖グレゴリウス』
- 『聖女フィーナの葬儀』

チステルナ広場13世紀に掘られた井戸を中心に広がる三角形の広場。
市立美術館ポポロ宮殿とも呼ぶ。1288年建築、1323年に増築された市庁舎。現在残っている中で最も高い塔 (54m) を持つ建物でもある。内部が美術館となっており、ゴシック、後のフィレンツェ時代の絵画を多数収める。
- 『ボルドーネの聖母』 コッポ・ディ・マルコヴァルト画
- 『十字架像』コッポ・ディ・マルコヴァルド画
- 『玉座の聖母子と諸聖人』ベノッツォ・ゴッツォリ画
- 『聖母と聖人』ピントゥリッキオ画
- 『受胎告知』フィリッピーノ・リッピ画

など多くの作品を収蔵。
サンタゴスティーノ教会13世紀建築の教会。

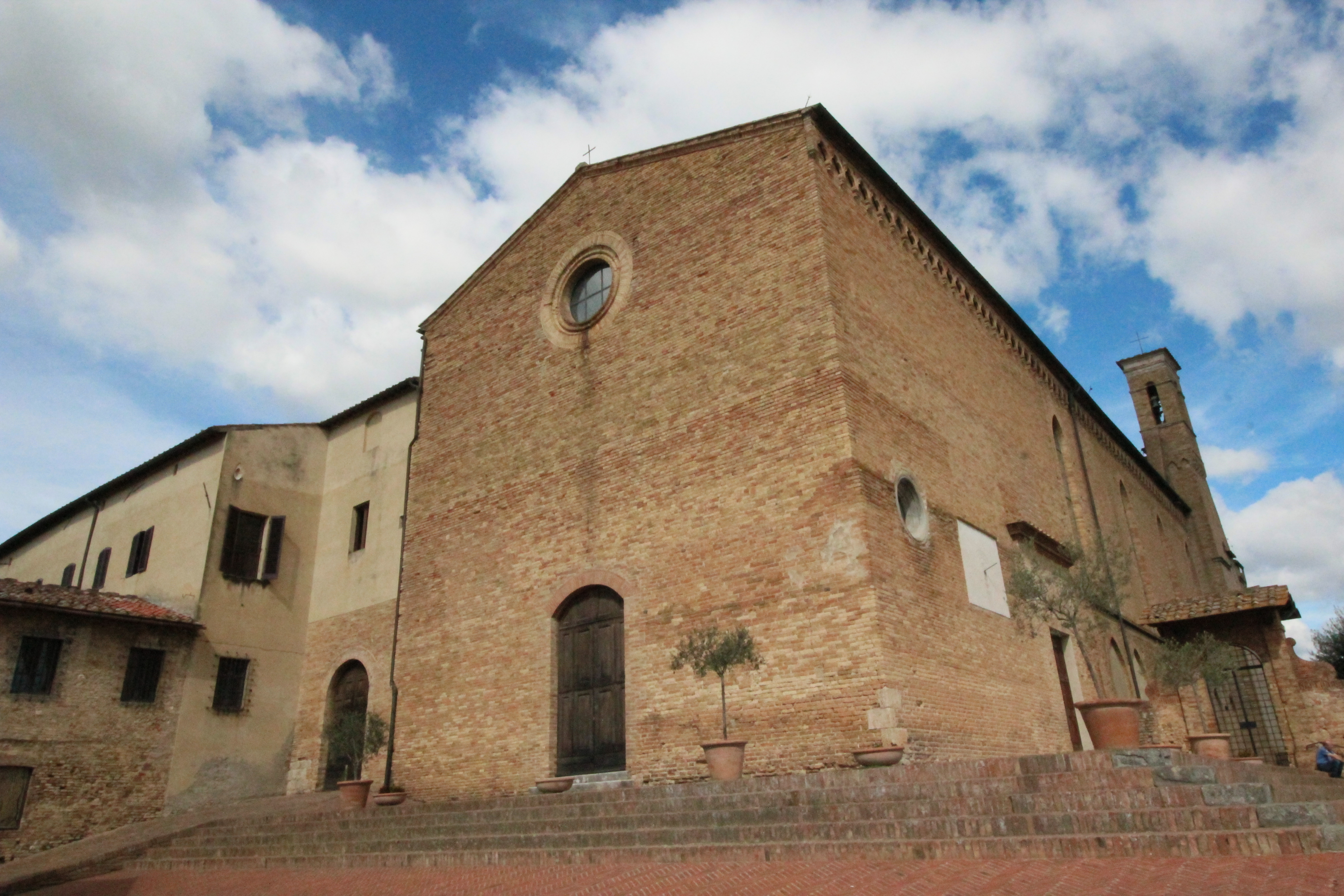
サンタゴスティーノ教会

- 大理石製の祭壇 ベネディット・ダ・マイアーノ作
- 『ニコラ』、『ルチア』、『ジミニャーノ』フレスコ セバスティアーノ・マイナルディ画
- 『聖アウグスティヌスの生涯』ベノッツォ・ゴッツォリ画

ロッカ街の城砦跡。フィレンツェに組み込まれた後、コジモ1世が取り壊したが後に再建されて公園となっている。

## 交通
- シエナおよびフィレンツェよりバスで約1時間
- フィレンツェから鉄道でポッジポンシへ移動、そこからバスで20分。